# Arkhi
L'arkhi (in mongolo ᠠᠷᠢᠬᠢ) è una bevanda alcolica mongola trasparente e a base di brandy di latte fermentato e distillato. La bevanda viene preparata usando latte di cavalla, asino, pecora, mucca, yak, cammello o renna. L'arkhi non viene mai venduta ed è una ricetta esclusivamente casalinga.